# Brandsår
Brandsår (ambustio) inddeles i forskellige grader efter hvor alvorligt hudvævet er beskadiget efter en skoldning eller anden form for pludselig opvarmning af huden. For eksempel kan nævnes solskoldning, eller når flammer berører hud over et stykke tid.
Der findes følgende inddelinger af forbrændingsgrader:
- 1° – Det øverste lag af huden (epidermis) er berørt. Huden er rød og øm -kendes fra f.eks. solskoldning.
- 2° – Der også berører læderhuden (dermis). Såret er rødt og væskende og der opstår blærer eller huden skaller af.
- 3° – Når helt ned i underhuden (subcutis). Såret er tørt og hvidligt eller brunt, der er ingen blærer og få smerter, da nerveenderne er brændt væk. Der vil være smerter fra omkringliggende hud der er 2°- eller 1°-forbrændt.

Illustration af forløbet ved en andengradsforbrænding:
- Udvikling af en andengradsforbrænding efter 1 time
- Udvikling af en andengradsforbrænding efter 1 dag
- Udvikling af en andengradsforbrænding efter 2 dage - der dannes blærer

## Førstehjælp
For at mindske skader ved en forbrænding skal det forbrændte område straks nedkøles. I tilfælde, hvor huden har været i kontakt med ild eller særligt varme legemer, bør huden nedkøles med rindende vand. Alternativt sprøjtning med en blomsterforstøver.
Ved anden- og trediegradsforbrænding bør man søge skadestue hurtigst muligt.